# Aline Valangin

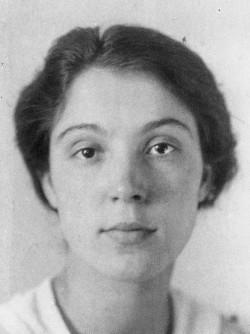
Aline Valangin

Aline Valangin (Vevey, 9 febbraio 1889 – Ascona, 7 agosto 1986) è stata una scrittrice, pianista e psicanalista svizzera.

## Biografia
Nata Aline Ducommun, Valangin, luogo di origine della famiglia, è uno pseudonimo. Abiatica di Élie Ducommun, Premio Nobel per la Pace nel 1902. A partire dal 1904 studiò pianoforte al Conservatorio di Losanna, in seguito, a partire dal 1915,  lavorò come insegnante di pianoforte e traduttrice  a Zurigo, dove fu allieva e paziente di Carl Gustav Jung e diventò psicoanalista. Con Vladimir Rosenbaum (1894-1984, avvocato e poi antiquario ebreo con cui fu sposata dal 1917 al 1940), offrì nella loro casa di vacanza a Comologno riparo temporaneo a esuli antifascisti, antinazisti, ebrei, scienziati, artisti non convenzionali, come Ignazio Silone, Ernst Toller, Paul Klee, Thomas Mann, Max Ernst, Kurt Tucholsky, ecc. Nel 1954 si risposò con Vladimir Rudol'fovič Fogel', un compositore svizzero di origine  russa per parte paterna ed ebraico-tedesca per parte materna, interessato all'avanguardia musicale e alla musica dodecafonica. Stabiliti ad Ascona, esercitò come psicoanalista junghiana.

## Valangin e Silone
Con Ignazio Silone ebbe una intensa relazione sentimentale (così Aline descrive il primo incontro: "Grandi occhi, un po' affaticati, mi scrutavano. Diventai immediatamente seria. Questo non era un uomo qualsiasi. La sua voce era opaca, tossiva leggermente, era formale, a distanza, ma le mie vibrazioni, che allora non capivo, mi avvertivano che qualcosa stava per accadere");  fu tra le prime a leggere Fontamara (che nel frattempo lo scrittore stava scrivendo), e trovò l'editore perché lo pubblicasse. La relazione durò un anno, ma la Valangin restò una estimatrice dell'opera di Silone e nel 1978 fece pubblicare in Svizzera la sua novella La Genèse, del 1931, l'anno in cui si erano conosciuti.

## Opere
- Dictées (Gedichte), éditions Sagesse, Paris 1936
- Geschichten vom Tal, Girsberger, Zürich 1937
- L'Amande clandestine (Gedichte), éditions GLM, Paris 1939
- Tessiner Novellen, Girsberger, Zürich 1939
- Die Bargada. Eine Chronik, Büchergilde Gutenberg, Zürich 1940
- Casa Conti. Roman, Hallwag, Bern 1941
- Victoire oder Die letzte Rose. Roman, Steinberg, Zürich 1946
- Reflets (Gedichte), écrivains réunis, Lyon 1956
- Raum ohne Kehrreim / Espace sans refrain. Gedichte. Mit drei Scherenschnitten von Hans Arp, Tschudy (Die Quadrat-Bücher 23), St. Gallen 1961
- Traumschalmei. Göttinnen – Einkehr – Der Stylit. Gedichte, Karlsruher Bote, Karlsruhe 1969
- Tagebuch aus Israel. Gedichte, Karlsruher Bote, Karlsruhe 1970
- Aussagen. Gedichte, Karlsruher Bote, Karlsruhe 1971
- Vers et revers (Gedichte), Lativa, o.O. 1978
- Die Silberflöte. Zwei psychologische Tessiner Novellen, Sisyphos, Zürich 1980
- Dorf an der Grenze, Limmat, Zürich 1982